# The Playboy Club
The Playboy Club est une série télévisée américaine en sept épisodes de 42 minutes créée par Chad Hodge, dont seulement trois épisodes ont été diffusés entre le 19 septembre 2011 et le 3 octobre 2011 sur le réseau NBC et en simultané sur Citytv au Canada.
Cette série est inédite dans tous les pays francophones.

## Synopsis
La série se déroule en 1963, autour des salariées (Bunny girls) du premier Playboy Club de Chicago.

## Distribution
- Amber Heard : Bunny Maureen[2]
- Eddie Cibrian : Nick Dalton[3], un avocat et membre du Playboy Club[4].
- Naturi Naughton : Bunny Brenda[5]
- Laura Benanti : Bunny Carol-Lynne
- David Krumholtz : Billy Rosen
- Leah Renee (en) : Bunny Alice
- Sean Maher : Sean[6]
- Jenna Dewan : Bunny Janie
- Wes Ramsey[7] : Max

## Épisodes
1. titre français inconnu (Pilot)
2. titre français inconnu (The Scarlet Bunny)
3. titre français inconnu (A Matter of Simple Duplicity)
4. titre français inconnu (The Dream House and How to Avoid It)
5. titre français inconnu (Trouble in Makeoutsville)
6. titre français inconnu (A Tryst of Fate)
7. titre français inconnu (titre original inconnu)

## Commentaires
- Le groupe Parents Television Council a commencé à protester et lancé un appel au boycott de la série immédiatement après que NBC l'a choisie en mai 2011, soit bien avant sa première diffusion, n'aimant pas l'utilisation du terme Playboy et l'associant à la pornographie.
- À la mi-juin, l'affilié NBC KSL-TV de Salt Lake City a décidé de ne pas diffuser la série[8]. Étant contrôlé par un groupe religieux mormon, elle ne voulait pas être associée à la marque Playboy. La case horaire est alors occupée par le magazine local We Are Utah. L'affilié MyNetworkTV KMYU a assuré la diffusion de la série dans ce marché.
- La série a été annulée le 4 octobre 2011, après le troisième épisode, pour manque d'audience[9].